# Юрий Ярославич (князь муромский, XIV век)
Юрий Ярославич — князь муромский (1345—1354). В летописи сообщается, что он приехал в свою отчину Муром и отстроил его после многолетнего запустения. Возможно, был сыном Ярослава Александровича пронского или младшим братом своего предшественника Василия Ярославича. 
В 1351 г. Г. Я. «постави двор свои» в Муроме, по примеру князя в городе стали селиться «тако же и бояре его, и велможи, и купци, и чръные люди»
Изгнан Фёдором Глебовичем, заручившимся поддержкой Орды. Умер в заточении в том же 1354 году.

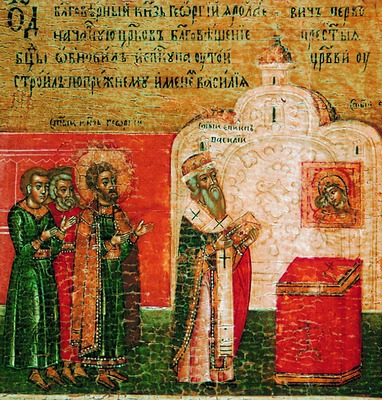
Обновление блгв. кн. Георгием Ярославичем Благовещенского храма
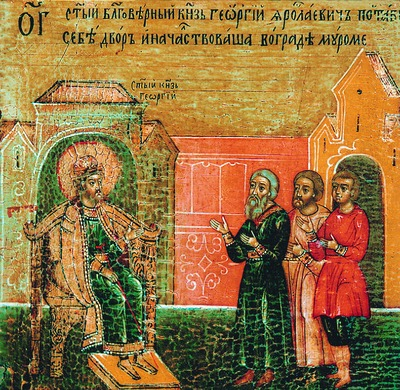
Вокняжение в Муроме блгв. кн. Георгия-Юрия Ярославича